# Línea L-3 (Autobuses Ifach)

## Características
La línea 3 , une puntos Calpe con Moraira y Teulada mediante las carreteras CV-746, CV-743 y CV-740, pasando por las playas de Benisa

## Recorrido y Paradas

### Ida
El recorrido empieza en la carretera a la estación, continúa por la Avda Masnou, Plaza Mayor, Avda Valencia, Calle Benidorm, Calle Gabriel Miró, Plaza Colón, Calle de la Niña, Avda Ejércitos Españoles, Avda Isla de Formentera, Calle Gibraltar, Avda Rey Juan Carlos I, Calle Rosa de los Vientos, Calle Jaloc, Carretera CV-746 en Calpe; carretera CV-746 en Benisa; carretera CV-746, Avda Madrid, carretera CV-743 en Moraira; y carretera CV-740, Avda Mediterráneo y carretera CV-740 en Teulada. En el recorrido de ida, realiza estas paradas:
| Parada                         | Localización                       | Correspondencias |
| ------------------------------ | ---------------------------------- | ---------------- |
| Estación TRAM                  | Urb.Estación II (Calpe)            | L-1 L-2 TRAM     |
| Centro de Salud                | Avda. Masnou (Calpe)               | L-1 L-2          |
| Plaza San Salvador             | Avda. Masnou (Calpe)               | L-1 L-2          |
| Casa Cultura                   | Avda. Masnou (Calpe)               | L-1 L-2          |
| Av. Valencia                   | Avda. Valencia (Calpe)             | L-1 L-2          |
| C/Benidorm                     | Calle Benidorm (Calpe)             | L-1 L-2          |
| Plaza Colón                    | Plaza Colón (Calpe)                | L-1 L-2          |
| Rio - Av.Europa                | Calle La Niña (Calpe)              | L-1 L-2          |
| Edif.Atlántico                 | Avda. Ejércitos Españoles (Calpe)  | L-1 L-2          |
| Entrada Puerto                 | Calle del Puerto (Calpe)           | L-1 L-2          |
| Edif.Voramar                   | Calle Gibraltar (Calpe)            | L-1 L-2          |
| Edif.Zafiro                    | Avda. Rey Juan Carlos I (Calpe)    | L-1 L-2          |
| Hotel Esmeralda                | Calle Rosa de los Vientos (Calpe)  | L-1 L-2          |
| Santa Marta                    | Calle Jaloc (Calpe)                | L-1 L-2          |
| Maviro                         | Carretera CV-746 (Calpe)           | L-1 L-2          |
| Super Fustera                  | CV-746 (Benisa)                    |                  |
| Restaurante Viñasol Buenavista | CV-746 (Benisa)                    |                  |
| Super Pepe La Sal              | CV-746 (Benisa)                    |                  |
| Cruce de Moraira               | CV-746 (Moraira)                   |                  |
| Moraira                        | Avenida de Madrid (Moraira)        | L-5              |
| Las Viñas                      | (Moraira)                          | L-5              |
| Solpark                        | (Moraira)                          | L-5              |
| Cruce de Benitachell           | CV-743 (Moraira)                   | L-5              |
| Teulada residencia             | Avenida del Mediterráneo (Teulada) | L-5              |
| Teulada centro                 | Avenida del Mediterráneo (Teulada) | L-5              |
| Teulada estación               | Avenida del Mediterráneo (Teulada) | L-5              |
| Teulada instituto              | (Teulada)                          | L-5              |
| El Pla                         | Crta CV-740 (Teulada)              |                  |

### Vuelta
En el recorrido de vuelta, se utilizan la carreteras CV-740, y Avda del mediterráneo en Teulada; CV-743, Avda de Madrid, y CV-746 en Moraira;CV-746 en Benisa; Rey Juan Carlos I, Calle Gibraltar, Calle del Puerto, Ejércitos Españoles, La Niña, Plaza de Colón, Gabriel Miró, Ifach, Benisa, Norte, estación de Autobuses, Masnou, y Carretera a la estación en Calpe.
| Parada                         | Localización                       | Correspondencias |
| ------------------------------ | ---------------------------------- | ---------------- |
| El Pla                         | Crta. CV-740 (Teulada)             |                  |
| Teulada instituto              | (Teulada)                          | L-5              |
| Teulada estación               | Avenida del Mediterráneo (Teulada) | L-5              |
| Teulada centro                 | Avenida del Mediterráneo (Teulada) | L-5              |
| Teulada residencia             | Avenida del Mediterráneo (Teulada) | L-5              |
| Cruce de Benitachell           | CV-743 (Moraira)                   | L-5              |
| Solpark                        | (Moraira)                          | L-5              |
| Las Viñas                      | (Moraira)                          | L-5              |
| Moraira                        | Avenida Madrid (Moraira)           | L-5              |
| Cruce de Moraira               | CV-746 (Moraira)                   |                  |
| Super Pepe la Sal              | CV-746 (Benisa)                    |                  |
| Restaurante Viñasol Buenavista | CV-746 (Benisa)                    |                  |
| Super Fustera                  | CV-746 (Benisa)                    |                  |
| Maviro                         | CV-746 (Calpe)                     | L-1 L-2          |
| Edif. Zafiro                   | Avda. Rey Juan Carlos I (Calpe)    | L-1 L-2          |
| Edif. Voramar                  | Calle Gibraltar (Calpe)            | L-1 L-2          |
| Entrada Puerto                 | Calle del Puerto (Calpe)           | L-1 L-2          |
| Edif. Atlántico                | Avda. Ejércitos Españoles (Calpe)  | L-1 L-2          |
| Rio-Av. Europa                 | Calle de la Niña (Calpe)           | L-1 L-2          |
| Plaza Colón                    | Plaza de Colón (Calpe)             | L-1 L-2          |
| Galerías Aitana                | Calle Gabriel Miró (Calpe)         | L-1 L-2          |
| Plz. Constitución              | Plaza de la Constitución (Calpe)   | L-1 L-2          |
| Banco Valencia                 | Calle Benisa (Calpe)               | L-1 L-2          |
| Avenida del Norte              | Avenida del Norte (Calpe)          | L-1 L-2          |
| Estación de Autobuses          | Estación de Autobuses (Calpe)      | L-1 L-2          |
| Centro de salud                | Centro de Salud (Calpe)            | L-1 L-2          |
| Estación TRAM                  | Urbanización la Estación II(Calpe) | L-1 L-2 TRAM     |

## Flota
La flota para la línea 3 es un Sunsundegui Astral, accesible para PMR.